# Honda HA-420 HondaJet
El HA-420 HondaJet es un modelo de avión de pequeñas dimensiones para vuelos internacionales de negocios fabricado por Honda.
Es el resultado del esfuerzo de la compañía Honda para conseguir un avión jet corporativo capaz de realizar vuelos intercontinentales, pero usando menos combustible que las aeronaves existentes. Si bien algunos analistas independientes consideraban la posibilidad de puesta en producción como remota, el 25 de julio de 2006 Honda anunció en Oshkosh la comercialización del HondaJet, creando la empresa Honda Aircraft Company para su producción y certificación fabricándose las unidades en Estados Unidos. La empresa acepta pedidos desde finales de 2006, empezando las entregas a principios de 2010 a un precio aproximado de 3,65 millones de dólares. El plan es construir 70 aviones al año.
En agosto de 2006 Honda y Piper Aircraft anunciaron una alianza para comercializar el HondaJet.
En diciembre de 2010 se realizó con éxito el primer vuelo de certificación, primer paso para su entrada en producción y comercialización.
La Administración de Aviación Federal confirmó que el certificado de aeronavegabilidad para el HA-420 fue aprobado el 8 de diciembre de 2015.

## Desarrollo

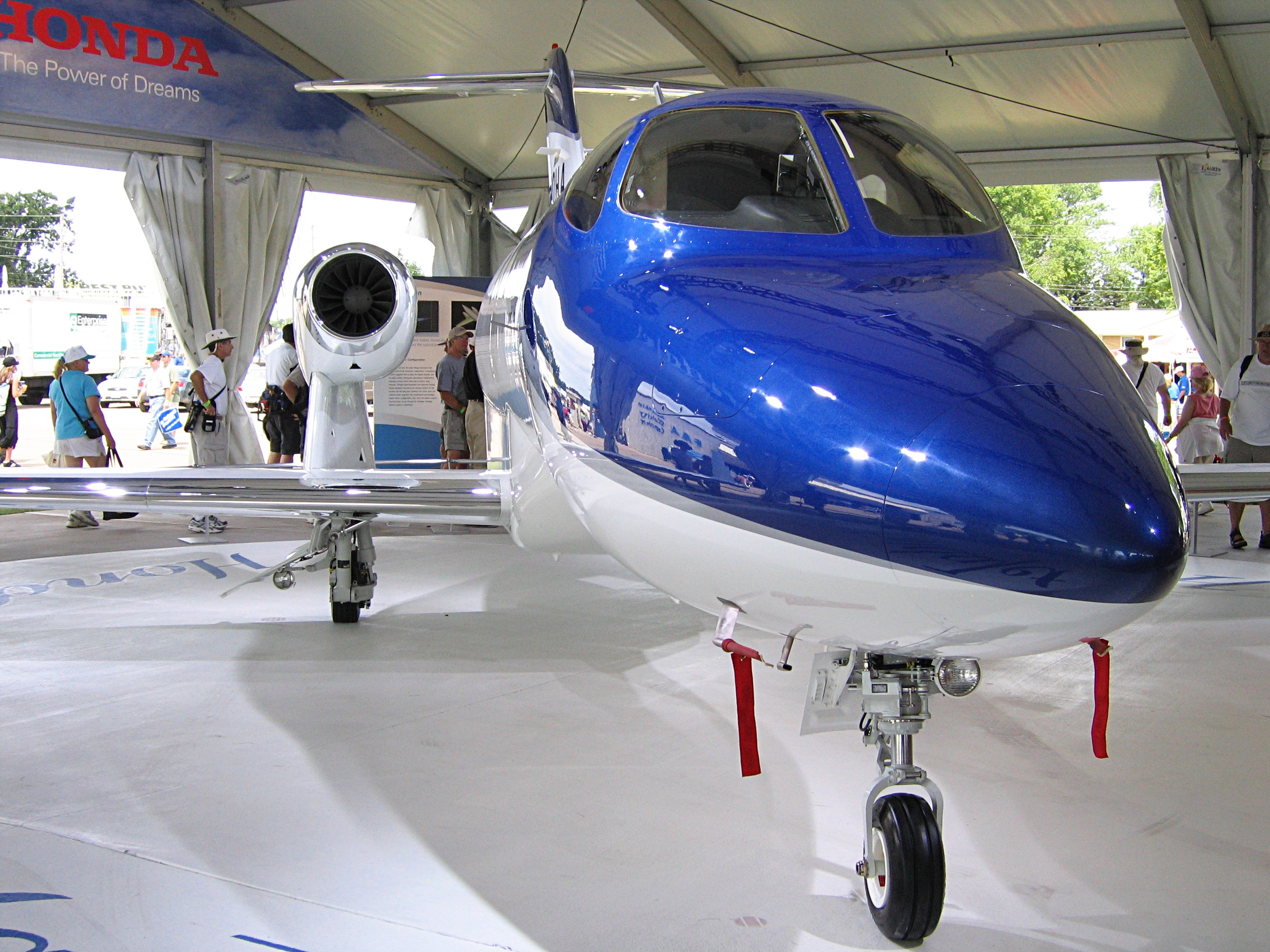
Vista frontal.

Honda empezó la investigación sobre jets corporativos de pequeño tamaño a finales de los 80, aunque usando motores de otros fabricantes. El Honda MH02, un prototipo con matriz de compuesto orgánico, fue fabricado y ensamblado en un laboratorio aeroespacial de la universidad estatal de Misisipi entre finales de los 80 y principios de los 90. Estas investigaciones llevaron a Honda a desarrollar su propio motor jet, el HF118 en 1999. El HF118, desarrollado en colaboración con GE Aviation, fue probado en un Cessna Citation. Diseños posteriores en la forma de las alas se realizaron sobre T-33 Shooting Star de Lockheed. El HondaJet realizó su primer vuelo el 3 de diciembre de 2003 en el aeropuerto internacional Piedmont Triad, en Carolina del norte, y su primera presentación en público fue el 28 de julio de 2005 en el Experimental Aircraft Association AirVenture en Oshkosh, Wisconsin.

## Características
Honda optó por una configuración poco usual con los motores sobre las alas, una característica desarrollada décadas antes en los Fokker VFW-614, lo que permite más espacio en el fuselaje y una reducción de la resistencia aerodinámica a altas velocidades. El fuselaje está fabricado en materiales compuestos, mientras que las alas están fabricadas en aluminio. El uso de este material permite una superficie más lisa. La combinación de materiales ligeros, aerodinámica, y motores eficientes, llevan a Honda a proclamar que el HondaJet ofrece una eficiencia en combustible un 40% superior a otros aviones similares.

## Componentes del HondaJet Elite
Estados Unidos

### Electrónica

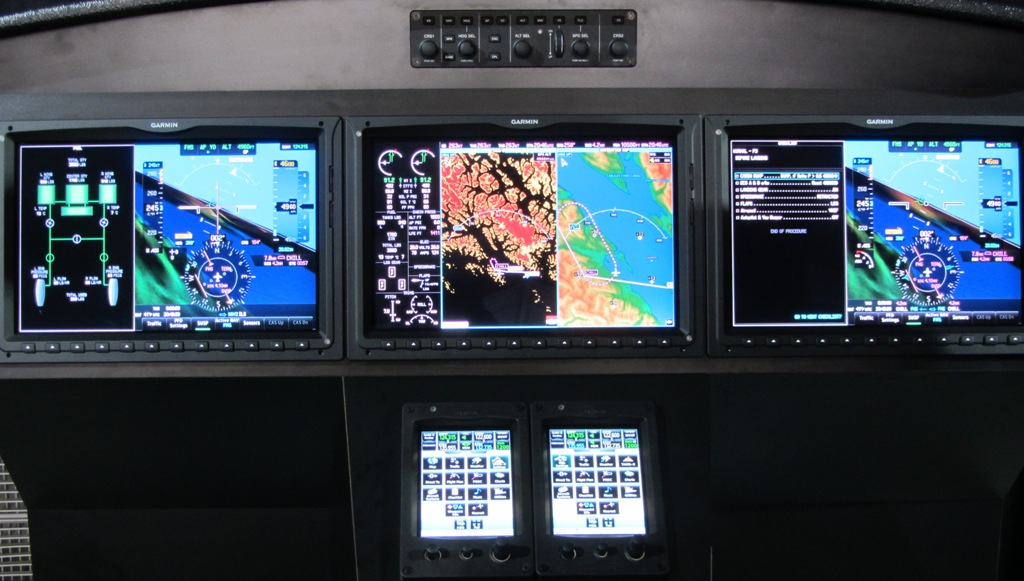
Panel

| Sistema                            | País                      | Fabricante            | Notas                |
| ---------------------------------- | ------------------------- | --------------------- | -------------------- |
| Sensores inteligentes multifunción | Bandera de Estados Unidos | UTC Aerospace Systems | 1 par de SmartProbes |
| ACAS II                            |                           |                       | Sí                   |

### Propulsión
| Sistema | País                      | Fabricante            | Notas     |
| ------- | ------------------------- | --------------------- | --------- |
| Motor   | Bandera de Estados Unidos | GE Honda Aero Engines | 2 × HF120 |

## Especificaciones

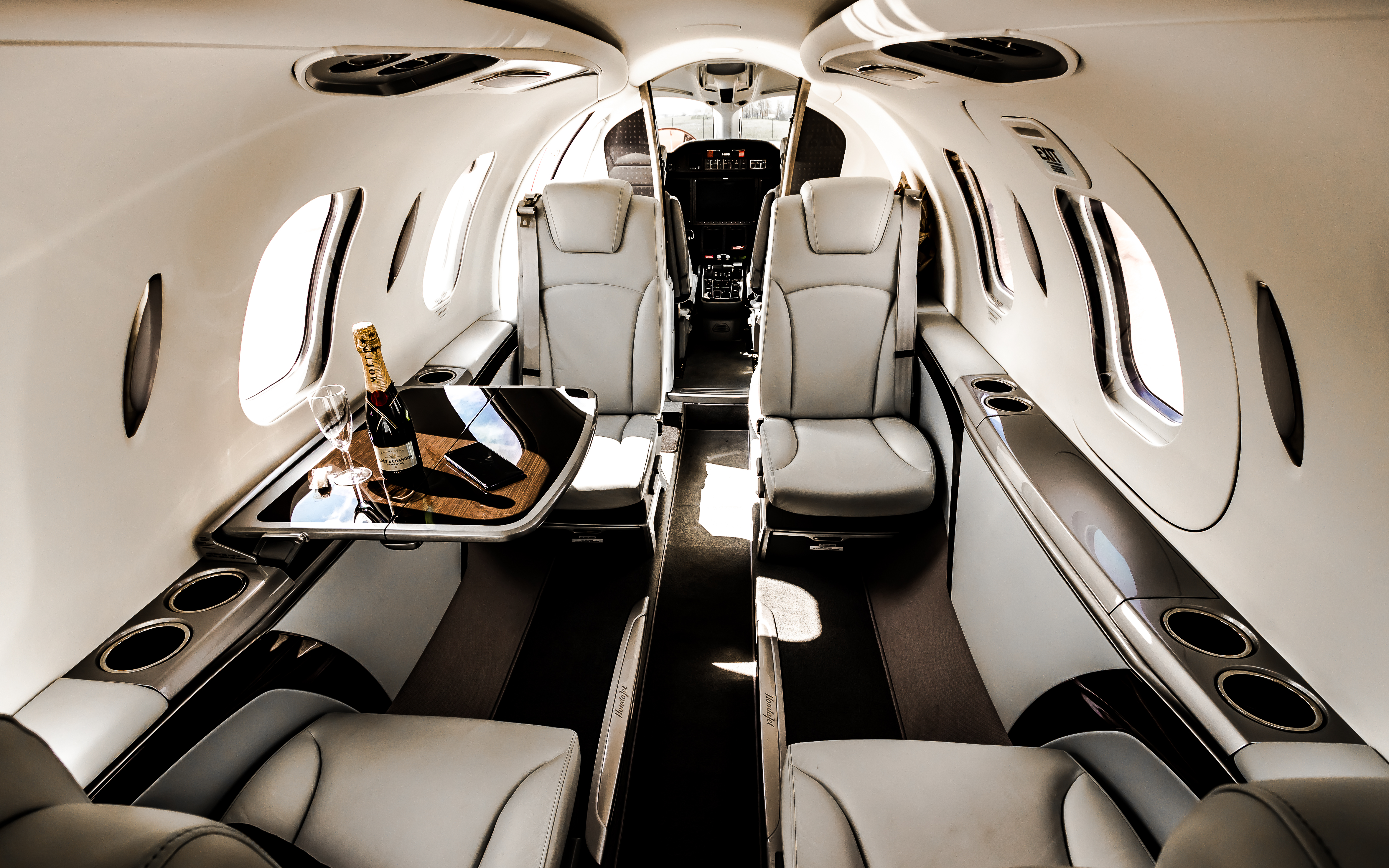
Cabina

| Variante               | Variante                    | HondaJet                                       | HondaJet Elite                                 |
| ---------------------- | --------------------------- | ---------------------------------------------- | ---------------------------------------------- |
| Dimensiones externas   | Longitud                    | 12,99 m (42,62 ft)                             | 12,99 m (42,62 ft)                             |
| Dimensiones externas   | Envergadura                 | 12,12 m (39,76 ft)                             | 12,12 m (39,76 ft)                             |
| Dimensiones externas   | Altura                      | 4,54 m (14,90 ft)                              | 4,54 m (14,90 ft)                              |
| Dimensiones interiores | Longitud                    | 5,43 m (17,80 ft)                              | 5,43 m (17,80 ft)                              |
| Dimensiones interiores | Anchura                     | 1,52 m (5,00 ft)                               | 1,52 m (5,00 ft)                               |
| Dimensiones interiores | Altura                      | 1,47 m (4,83 ft)                               | 1,47 m (4,83 ft)                               |
| Peso                   | MTOW                        | 4.808 kg (10.600 lb)                           | 4.853 kg (10.700 lb)                           |
| Rendimiento            | Velocidad máxima de crucero | 782 km/h (422 KTAS)                            | 782 km/h (422 KTAS)                            |
| Rendimiento            | Altitud máxima de crucero   | 13.106 m (43.000 ft)                           | 13.106 m (43.000 ft)                           |
| Rendimiento            | Alcance                     | 2.265 km (1.223 nm)                            | 2.661 km (1.437 nm)                            |
| Rendimiento            | Régimen de ascenso          | 1.216 m/min (3.990 ft/min)                     | 1.250 m/min (4.100 ft/min)                     |
| Planta de energía      | Fabricante/Modelo           | GE Honda Aero Engines / HF120                  | GE Honda Aero Engines / HF120                  |
| Planta de energía      | Empuje                      | 9.119 N (2.050 lbf) x 2                        | 9.119 N (2.050 lbf) x 2                        |
| Configuración          | Configuración               | 1 Piloto + 6 Pasajeros 2 Pilotos + 5 Pasajeros | 1 Piloto + 6 Pasajeros 2 Pilotos + 5 Pasajeros |

1. ↑  Altitud 9.144 m (30.000 ft)、ISA
2. ↑  Velocidad verdadera en nudos
3. ↑  NBAA IFR Alcance, 4 ocupantes

## Certificación de Tipo
- Estados Unidos - Administración Federal de Aviación (FAA) (diciembre de 2015)[13]
- México - Dirección General de Aeronáutica Civil (DGAC) (marzo de 2016)[14]
- Europa - Agencia Europea de Seguridad Aérea (EASA) (mayo de 2016)[15]
- Canadá - Transporte Canadá (junio de 2017)[16]
- Brasil - Agencia Nacional de Aviación Civil (ANAC) (agosto de 2017)[17]
- Argentina - Administración Nacional de Aviación Civil (ANAC) (abril de 2018)[18]
- Panamá - Autoridad Aeronáutica Civil (AAC) (abril de 2018)[18]
- India - Dirección General de Aviación Civil (DGCA) (octubre de 2018)[19]
- Japón - Oficina de aviación civil de Japón (JCAB) (diciembre de 2018)[20]
- China - Administración de Aviación Civil China (agosto de 2019)[21]

## Premios y honores

### HondaJet
- Robb Report - Mejor de lo Mejor: Avión de negocios (2007)[22]
- Aviation Week & Space Technology - Tecnología para Ver (2010)[23]
- Popular Science - Mejor de Qué es Nuevo (2014)[24]
- Flying - Flying Premio de la Innovación (2017)[25]

### Honda Aircraft Company
- American Institute of Aeronautics and Astronautics (AIAA) - Premio Fundación AIAA a la Excelencia (2018)[26]

### Michimasa Fujino
- Business & Commercial Aviation - Premio de la Vision (2008)[27]
- American Institute of Aeronautics and Astronautics (AIAA) - Premio de Diseño de Aviones (2012)[28]
- SAE International - Clarence L. (Kelly) Johnson Premio de Diseño y Desarrollo de Vehículos Aeroespaciales (2013)[29]
- International Council of the Aeronautical Sciences (ICAS) - Premio a la Innovación en Aeronáutica (2014)[30]
- Living Legends of Aviation - Líder de la Industria del Año (2014)[31]